# Dactylopteryx orientalis
Dactylopteryx orientalis es una especie de mantis de la familia Hymenopodidae.

## Distribución geográfica
Se encuentra en Mozambique y Tanzania.